# Championnat des Pays-Bas de football 2004-2005
Navigation
Saison précédente Saison suivante
La saison 2004-2005 du Championnat des Pays-Bas de football était la 49e édition de la première division néerlandaise à poule unique, l'Eredivisie. Les 18 meilleurs clubs du pays jouent les uns contre les autres lors de rencontres disputées en matchs aller et retour.
C'est le PSV Eindhoven qui remporte la compétition en terminant en tête du championnat. C'est le 18e titre de l'histoire du club. Le PSV réalise le doublé en battant Willem II en finale de la Coupe des Pays-Bas.

## Les 18 clubs participants
| - Ajax Amsterdam - FC Twente - PSV Eindhoven - RBC Roosendaal - Feyenoord Rotterdam - Roda JC - ADO La Haye - FC Den Bosch - Promu de D2 - De Graafschap - Promu de D2 | - Willem II Tilburg - NEC Nimègue - NAC Breda - AZ Alkmaar - Vitesse Arnhem - FC Utrecht - FC Groningue - RKC Waalwijk - SC Heerenveen |

## Compétition

### Classement
Le classement est établi sur le barème de points classique (victoire à 3 points, match nul à 1, défaite à 0).
Pour départager les égalités, on tient d'abord compte de la différence de buts générale, puis le nombre de buts marqués, puis la différence de buts particulières et enfin si la qualification ou relégation est en jeu, les deux équipes joueront une rencontre d'appui sur terrain neutre.
| Rang | Équipe              | Pts | J  | G  | N  | P  | Bp | Bc | Diff |
| ---- | ------------------- | --- | -- | -- | -- | -- | -- | -- | ---- |
| 1    | PSV Eindhoven (C)   | 87  | 34 | 27 | 6  | 1  | 89 | 18 | +71  |
| 2    | Ajax Amsterdam (T)  | 77  | 34 | 24 | 5  | 5  | 74 | 33 | +41  |
| 3    | AZ Alkmaar          | 64  | 34 | 19 | 7  | 8  | 71 | 41 | +30  |
| 4    | Feyenoord Rotterdam | 62  | 34 | 19 | 5  | 10 | 90 | 51 | +39  |
| 5    | SC Heerenveen       | 60  | 34 | 18 | 6  | 10 | 64 | 52 | +12  |
| 6    | FC Twente           | 54  | 34 | 15 | 9  | 10 | 48 | 38 | +10  |
| 7    | Vitesse Arnhem      | 54  | 34 | 16 | 6  | 12 | 53 | 49 | +4   |
| 8    | Roda JC             | 47  | 34 | 13 | 8  | 13 | 60 | 55 | +5   |
| 9    | RKC Waalwijk        | 47  | 34 | 13 | 8  | 13 | 44 | 51 | -7   |
| 10   | Willem II           | 45  | 34 | 13 | 6  | 15 | 44 | 56 | -12  |
| 11   | FC Utrecht          | 44  | 34 | 12 | 8  | 14 | 40 | 43 | -3   |
| 12   | FC Groningue        | 40  | 34 | 11 | 7  | 16 | 50 | 58 | -8   |
| 13   | NEC Nimègue         | 37  | 34 | 9  | 10 | 15 | 41 | 47 | -6   |
| 14   | ADO La Haye         | 36  | 34 | 10 | 6  | 18 | 44 | 59 | -15  |
| 15   | NAC Breda           | 35  | 34 | 9  | 8  | 17 | 43 | 67 | -24  |
| 16   | RBC Roosendaal      | 32  | 34 | 10 | 2  | 22 | 38 | 77 | -39  |
| 17   | De Graafschap (P)   | 19  | 34 | 4  | 7  | 23 | 32 | 78 | -46  |
| 18   | FC Den Bosch (P)    | 19  | 34 | 5  | 4  | 25 | 23 | 75 | -52  |

|  | Qualifié pour la Ligue des champions 2005-2006 |
|  | Qualifié pour la Coupe UEFA 2005-2006          |
|  | Qualifié pour la Coupe Intertoto 2005          |
|  | Barrage de promotion-relégation                |
|  | Relégation en 2e division                      |

### Matchs

#### Barrages de promotion-relégation
La formule de barrage de promotion-relégation est identique à la saison dernière : les 16e et 17e d'Eredivisie affrontent chacun 3 clubs d'Eerste Divisie, qui se sont classés entre la 2e et la 7e place de leur championnat. Les 8 clubs sont répartis en 2 poules de 4, dont le vainqueur accède ou se maintient parmi l'élite, les autres clubs sont reversés en 2e division.

Cette année, ce sont De Graafschap et le RBC Roosendaal qui remettent leur place en D1 en jeu.

##### Poule A
| Rang | Équipe                   | Pts | J | G | N | P | Bp | Bc | Diff |  | Résultats (▼ dom., ► ext.) | RBC | Vol | Tel | VVV |
| ---- | ------------------------ | --- | - | - | - | - | -- | -- | ---- |  | -------------------------- | --- | --- | --- | --- |
| 1    | RBC Roosendaal (D1)      | 11  | 6 | 3 | 2 | 1 | 9  | 3  | +6   |  | RBC Roosendaal             |     | 4-0 | 2-1 | 2-0 |
| 2    | FC Volendam (D2)         | 9   | 6 | 2 | 3 | 1 | 11 | 9  | +2   |  | FC Volendam                | 0-0 |     | 3-3 | 4-1 |
| 3    | Stormvogels Telstar (D2) | 8   | 6 | 2 | 2 | 2 | 9  | 10 | -1   |  | Stormvogels Telstar        | 0-0 | 0-3 |     | 2-1 |
| 4    | VVV Venlo (D2)           | 4   | 6 | 1 | 1 | 4 | 6  | 13 | -7   |  | VVV Venlo                  | 2-1 | 1-1 | 1-3 |     |

##### Poule B
| Rang | Équipe                | Pts | J | G | N | P | Bp | Bc | Diff |  | Résultats (▼ dom., ► ext.) | Spar | Hel | DeG | Zwo |
| ---- | --------------------- | --- | - | - | - | - | -- | -- | ---- |  | -------------------------- | ---- | --- | --- | --- |
| 1    | Sparta Rotterdam (D2) | 15  | 6 | 5 | 0 | 1 | 13 | 5  | +8   |  | Sparta Rotterdam           |      | 0-1 | 1-0 | 3-1 |
| 2    | Helmond Sport (D2)    | 9   | 6 | 2 | 3 | 1 | 11 | 6  | +5   |  | Helmond Sport              | 1-2  |     | 1-1 | 5-0 |
| 3    | De Graafschap (D1)    | 8   | 6 | 2 | 2 | 2 | 11 | 10 | +1   |  | De Graafschap              | 1-3  | 2-2 |     | 3-2 |
| 4    | FC Zwolle (D2)        | 1   | 6 | 0 | 1 | 5 | 6  | 20 | -14  |  | FC Zwolle                  | 1-4  | 1-1 | 1-4 |     |

- De Graafschap est relégué en Eerste divisie tandis que le Sparta Rotterdam est promu en première division. Le RBC Roosendaal conserve sa place en Eredivisie.

## Bilan de la saison
| Tableau d'Honneur                    |               |
| Compétition                          | Vainqueur     |
| Championnat des Pays-Bas de football | PSV Eindhoven |
| Coupe des Pays-Bas de football       | PSV Eindhoven |

| Qualifications européennes           |                                                                |
| Ligue des champions 2005-2006        | Qualifiés                                                      |
| Phase de poules 3e tour préliminaire | PSV Eindhoven Ajax Amsterdam                                   |
| Coupe UEFA 2005-2006                 | Qualifiés                                                      |
| Premier tour                         | AZ Alkmaar Feyenoord Rotterdam SC Heerenveen Willem II Tilburg |
| Coupe Intertoto 2005                 | Qualifié                                                       |
| 3e tour                              | Roda JC Kerkrade                                               |

| Promotion et relégation |                                  |
| Relégués en 2e division | De Graafschap FC Den Bosch       |
| Promus en Eredivisie    | Sparta Rotterdam Heracles Almelo |

## Statistiques

### Classement des buteurs
Tableau reprenant le classement des buteurs sur la saison.
| Rang | Joueur                     | Club          | Buts |
| ---- | -------------------------- | ------------- | ---- |
| 1    | Dirk Kuyt                  | Feyenoord     | 29   |
| 2    | Salomon Kalou              | Feyenoord     | 20   |
| 3    | Jan Vennegoor of Hesselink | PSV Eindhoven | 19   |
| 4    | Blaise Nkufo               | FC Twente     | 16   |
| 4    | Erik Nevland               | FC Groningue  | 16   |
| 4    | Klaas-Jan Huntelaar        | SC Heerenveen | 16   |